# Talien Sitö FC
A Dalien Shide Football Club egy 1955-ben alapított kínai labdarúgóklub. Székhelye Talienben volt. Kína egyik legsikeresebb klubcsapata, 2012-ben megszűnt.

## Sikerek
- Chinese Jia-A League / Chinese Super League

Győztes (8): 1994, 1996, 1997, 1998, 2000, 2001, 2002, 2005
- Chinese FA Cup

Győztes (3): 1992, 2001, 2005
- Kupagyőztesek Ázsia-kupája

Döntős (1): 2001
- AFC-bajnokok ligája

Döntős (1): 1998